# Newmore, Skottland
Newmore är en by i Highland i Skottland. Byn är belägen 3 km 
från Muir of Ord. Orten har 284 invånare (2011).